# Soa (Kamerun)
Soa – miasto w Kamerunie, w Regionie Centralnym.